# Jackass: The Movie
Jackass: The Movie ist der Film zur gleichnamigen MTV-Serie Jackass aus dem Jahr 2002. Produziert wurde er von Paramount Pictures und MTV Films.
Der Film war 2003 für den Teen Choice Award und in drei Kategorien bei den MTV Movie Awards sowie 2004 für den Golden Satellite Award nominiert, gewann aber lediglich im Jahr 2003 den Negativpreis die Goldene Himbeere in der Kategorie Meistfurzender Teeniefilm.

## Inhalt
Der Film folgt dem Prinzip der Fernsehserie und besteht aus kurzen Clips, in denen Stunts, Mutproben und teilweise moralisch verwerfliche Aktionen von jungen Darstellern durchgeführt werden. Stilistisch folgt Jackass: The Movie seinen MTV-Wurzeln. Bereits in der Titelsequenz werden die Protagonisten vorgestellt, während sie in einem übergroßen Einkaufswagen eine Straße befahren und sich dabei gefährlichen Momenten aussetzen.
Der Film hat keine konkrete Rahmenhandlung und wird als satirische Dokumentation ohne Kontinuität präsentiert. Ziel der gezeigten Szenen ist es immer, eine möglichst bedenkliche Idee in die Realität umzusetzen. Dabei reichen die Aktionen von Erregung öffentlichen Ärgernisses bis hin zu Formen der Selbstverstümmelung, die meist von einem oder mehreren Mitgliedern der Gruppe zur Belustigung für den Rest durchgeführt werden müssen. Das Kernprinzip des Filmkonzepts ist das offensichtliche Erregen von Ekelgefühlen oder Schockreaktionen. Größter Unterschied zum Fernsehformat ist die Tatsache, dass auch Szenen unzensiert gezeigt werden können, die Inhalte haben, die im Fernsehen nicht zulässig sind.

### Detailbeschreibung/Konzepte
Der Film ist in drei Facetten einzuteilen:

#### Aktionskabarett
- Johnny Knoxville leiht sich einen Mietwagen aus, zerstört ihn komplett bei einem Stockcar-Rennen, bringt ihn in diesem Zustand zurück, wartet die Reaktion des Angestellten ab und ergreift schließlich die Flucht.

- Einige Darsteller verkleiden sich als Rentner und testen die Geduld ihrer öffentlichen Umwelt mit für die verkörperte Altersgruppe übertriebenen Aktionen wie Ladendiebstahl, Behinderung des Verkehrs oder Wettrennen in Rollstühlen. Diese Maske wurde auch für eine Ghost-Scene nach dem Abspann verwendet, wo das komplette Team von höchst unwahrscheinlichen Katastrophen heimgesucht und umgebracht wird.

- Chris Pontius tritt in mehreren Szenen als Party Boy in den Vordergrund und belästigt Ladenangestellte, Sicherheitspersonal oder sonstige Menschen mit einer stark ausgedrückten Partymotivation, die dann auch immer an Ort und Stelle ausgeführt wird.

- Ein Teil des Teams wandert durch Japan und läuft entweder mit einem traditionellen Gong herum, um damit Leute zu erschrecken oder Preston Lacy (übergewichtig) verfolgt Wee Man (kleinwüchsig) in Sumo-Kleidung quer durch eine Stadt.

- Dave England besucht mit großem Bedürfnis ein Geschäft für Sanitärartikel und verrichtet sein Geschäft in einem Ausstellungsstück.

- Bam Margera und Brandon DiCamillo überraschen in Ritterrüstung einen Minimarkt und dessen Besucher und täuschen einen Kampf vor.

- Ein Running Gag des Films ist die immer wiederkehrende Szene, in der Johnny Knoxville die Kamera hinter einem Bartschneider platziert und zu den Tönen der Titelmusik von Psycho sich einem Teammitglied nähert und eine Kerbe in das Kopfhaar des überraschten Betroffenen rasiert.

- Büroangestellte werden von Bam Margera und Johnny Knoxville, die sich als Räuber verkleidet haben und von der Decke fallen, überrascht. Die beiden täuschen dabei eine missglückte Flucht vor und erzwingen so eine Reaktion des Umfelds.

- Wee-Man versteckt sich unter einem übergroßen Kegel und läuft so in Tokyo umher.

- Johnny Knoxville, Dave England und Ehren McGhehey verstecken sich im Gebüsch auf einem Golfplatz, um jedes Mal, wenn ein Spieler zum Abschlag ausholt, mit einer Tröte zu stören. Damit vermasseln sie den Abschlag, sodass einige Spieler sich genötigt fühlen, die Störer mit den Eisen zu verprügeln. Ein Spieler schlägt sogar zwei Bälle in das besagte Gebüsch.

- Ehren McGhehey uriniert auf ein Eis und isst es danach auf.

- Bam Margeras Eltern werden im Film mehrfach Opfer von dessen teils sehr üblen Streichen: So legt er seinen Eltern einen Alligator in die Küche und macht sich mit seinen Freunden über die hysterischen Reaktionen seiner Mutter lustig. Ebenso weckt er sie eines Nachts mit einem Feuerwerk auf, das jedoch noch an mehreren Orten platziert ist und den Schock der Eltern somit verlängert. Seinen Vater überrascht er unter anderem auch auf der Toilette, schlägt auf ihn ein und reißt ihm das T-Shirt vom Körper, sodass dieser danach nackt vor der Kamera sitzt.

#### Stunts
- Bam Margera, Brandon DiCamillo, Johnny Knoxville sowie Ryan Dunn machen eine Fahrt in zwei Golfmobilen über einen Golfplatz und wagen dabei lebensgefährliche Manöver, von denen eines tatsächlich gefährlich endet.

- Johnny Knoxville lässt sich mit einem Projektil beschießen, das normalerweise zur Bekämpfung öffentlicher Unruhen verwendet wird, und verletzt sich dabei.

- Im Laderaum eines Lastwagens platzieren sich einige der Darsteller mit ein paar Partyaccessoirs und auf Rollschuhen und versuchen bei fahrendem Fahrzeug eine Party zu feiern.

- Drei der Gruppe fahren in Panda-Kostümen auf Skateboards durch eine japanische Stadt und versuchen dabei Tricks.

- Johnny Knoxville boxt gegen den Schwergewichtsmeister Eric Butterbean Esch in einem Sportartikelgeschäft und bekommt dadurch eine Platzwunde am Kopf und eine Gehirnerschütterung.

- Ryan Dunn boxt gegen die Leichtgewichtsmeisterin der Frauen und verletzt sich dabei.

- Johnny Knoxville versucht das Gleichgewicht auf Rollschuhen zu halten, die mit Raketenantrieb versehen wurden und verletzt sich dabei teilweise.

- Ryan Dunn springt mit einem BMX in Kakteen.

- Johnny Knoxville versucht, obwohl er nicht skaten kann, mit einem Skateboard einen 50-50 Grind auf einer Rail und landet dabei unsanft auf dem Boden.

- Man sieht in vielen Szenen immer wieder Ausschnitte von Aktionen und Manövern in diversen Skate- bzw. Freestyle-Anlagen mit Bam Margera. Bei diesen Betätigungen beteiligen sich auch oft Szeneprofis wie Tony Hawk oder Mat Hoffman.

- Johnny Knoxville lässt sich von einer großen Wassermasse, die in einem Behälter ist und auf Kommando auf ihn losgelassen wird, ruckartig wegspülen.

- Steve-O springt auf einem Trampolin gegen Ventilator und Beleuchtung eines Zimmers und landet unsanft auf dem Tisch.

- Ehren McGhehey läuft als Maus verkleidet durch ein Zimmer, das überall mit Mausefallen vollgestellt ist, um an Käse heranzukommen.

- Steve-O und Chris Pontius lassen sich tote, kleine Meerestiere in weite Badehosen legen und springen in ein Gewässer mit Walhaien, um sich von diesen die Tiere aus der Hose essen zu lassen.

- Johnny Knoxville lässt sich am Ende mit einer großen Schleuder in einen See werfen.

#### Schmerzaktionen/Automutilation
- Johnny Knoxville, Dave England, Chris Pontius und Ehren McGhehey testen ein elektrisches Gerät, das Spannungen auf den Körper überträgt, an verschiedenen Körperstellen, Chris letztlich auch am Genitalbereich.

- Steve-O lässt sich auf der Ladefläche eines Hummers tätowieren, während das Fahrzeug über freies Gelände fährt.

- Ryan Dunn führt sich ein Spielzeugauto in seinen Anus ein (eingehüllt in ein Kondom), um dies anschließend bei einem Arzt röntgen zu lassen.

- Bei Tropical Pole Vaulting läuft Steve-O mit einer Stabhochsprung-Stange herum und katapultiert sich in verschiedenste Ziele, letztlich auch in ein schwer verschmutztes Gewässer.

- Johnny Knoxville und Steve-O schneiden sich mit Papierbögen verschiedenste Körperstellen auf.

- Steve-O feuert eine Feuerwerksrakete aus seinem After ab.

- Chris Pontius feuert eine Feuerwerksrakete ab, die durch ein Band mit seinem Penis verbunden ist.

- Wee-Man tritt sich selbst gegen den Kopf.

- Steve-O hangelt sich über ein Seil, das über ein Reptiliengehege gespannt ist. Mit reichlich Ködern versehen versucht er, über die hungrigen Alligatoren hinweg zur anderen Seite zu kommen.

- Johnny Knoxville lässt sich von einem Mini-Alligator in die Brustwarze beißen.

- Raab Himself lässt sich in einer mit Gummibändern an einem Baum befestigten Unterhose mehrmals fallen und bleibt dabei überwiegend unverletzt.

- Steve-O zieht sich in einem japanischen Restaurant Wasabi-Paste durch seine Nase, bis er sich schlussendlich übergibt.

## Synchronsprecher
- Johnny Knoxville – Florian Halm
- Bam Margera – Marcel Collé
- Phil Margera – Roland Hemmo
- April Margera – Ulrike Möckel
- Chris Pontius – Simon Jäger
- Steve-O – Julien Haggège
- Ryan Dunn – Jan-David Rönfeldt
- Dave England – Gerrit Schmidt-Foß
- Jason „Wee Man“ Acuña – Björn Schalla
- Preston Lacy – Dennis Schmidt-Foß
- „Danger“ Ehren McGhehey – Kim Hasper
- Brandon DiCamillo – Jaron Löwenberg
- Raab Himself – Stephan Ernst
- Rake Yohn –

## Kritik
„Man soll sich nichts vormachen: Der Film hat nicht den Funken einer Handlung. Hier wird schlichtweg der Selbstverstümmelung gefrönt. Ist das komisch? Oh ja! Das ist definitiv der lustigste – aber auch debilste – Film der letzten Jahre. ‚Jackass‘-Fans werden ihn lieben. Alle anderen sollten dafür kein Geld ausgeben. Und eines sollte hoffentlich jedem klar sein: ‚Don’t try this at home!‘“

## Soundtrack
Der Soundtrack des Films umfasst 14 Titel. Das Intro ist untermalt mit Carl Orffs Carmina Burana – O Fortuna.

### Tracklist
| Song                                                 | Band               |
| ---------------------------------------------------- | ------------------ |
| Hi, My Name Is Johnny Knoxville                      | Johnny Knoxville   |
| Corona                                               | Minutemen (Band)   |
| We Want Fun                                          | Andrew W. K.       |
| Flesh into Gear                                      | CKY (Band)         |
| Somebody’s Gonna Get Their Head Kicked In            | The Rezillos       |
| California Sun                                       | Ramones            |
| Turning Japanese                                     | The Vapors         |
| Alright, Alright (Here’s My Fist Where’s the Fight?) | Sahara Hotnights   |
| Let’s Get Fucked Up                                  | Smut Peddlers      |
| Hybrid Moments                                       | Misfits            |
| Cha Cha Twist                                        | The Detroit Cobras |
| Angel of Death                                       | Slayer             |
| Baby Got Back                                        | Sir Mix-a-Lot      |
| How Did That Get There?                              | Dialog             |
| If You’re Gonna Be Dumb, You Gotta Be Tough          | Roger Alan Wade    |

## Fortsetzung
- Die Fortsetzung Jackass: Nummer Zwei lief im Herbst 2006 in den US-amerikanischen Kinos. In Deutschland war der Film ab dem 30. November 2006 zu sehen. Die Besetzung bestand aus dem gleichen Team wie bei Jackass: The Movie.
- Im November 2010 erschien Jackass 3D von Regisseur Jeff Tremaine in den Kinos. Rund 80 Prozent des Films wurden in 3D gedreht, die übrigen Szenen z. T. in 3D konvertiert und zum Teil in 2D belassen.[2]